# Agrupación de Zahliotas
La Agrupación de Zahliotas (en árabe: مجموعة زحلوتي | Majmueat Zahlouti), Grupo de Zahliotas, o Grupo de Zahlé (جماعة زحلة | Jama'at Zahle), en francés, Groupement Zahliote (GZ), fue una pequeña organización armada derechista fundada en Zahlé, un pueblo de mayoría cristiana greco-católica melquita en el valle de Bekaa, Líbano. Luchó junto al Frente Libanés durante la guerra civil libanesa.

## Orígenes y fundación
El Grupo de Zahliotas fue fundado y liderado por el banquero Aziz Wardeh junto a un grupo de notables de la ciudad cristiana de Zahlé, en el Líbano, poco antes del inicio de la guerra civil libanesa en 1975, como un movimiento de empresarios de clase media que se oponían a la dominancia de las llamadas "Siete Familias" (سبع عائلات), un pequeño grupo de individuos apoyados por el za'im Joseph Skaff, que controlaban varios de los aspectos económicos y políticos de la ciudad.

## Guerra civil libanesa
Mientras la situación en el Líbano y por consecuencia Zahlé empeoraba, el GZ se transformó en un pequeño grupo de autodefensa para la ciudad, contando con no más de entre 100 a 500 hombres equipados con armas ligeras compradas del mercado negro o —como la gran mayoría de organizaciones en el momento— robadas de los cuarteles de las Fuerzas Armadas del Líbano y las estaciones policiales de las Fuerzas Internas de Seguridad, que se estaban desintegrando lentamente en varias facciones durante los primeros años de conflicto.
Los combatientes eran apoyados por un pequeño grupo de vehículos improvisados con cañones o ametralladoras, o por las armas de la milicia de las Falanges Libanesas, la cual era la más grande e importante del sector derechista, y tenía alguna presencia en el área. En el conflicto, el GZ se vinculó con la coalición del Frente Libanés.
El 28 de agosto de 1975, el GZ tuvo un encuentro violento con el Ejército de Liberación de Zgharta (Brigada Marada) liderada por Tony Frangieh, de la misma coalición, a pesar del intento de las debilitadas Fuerzas Armadas de disuadir a ambos grupos. En 1976, junto al Frente Libanés, el GZ logró luchar contra la OLP, el Ejército Árabe del Líbano y el izquierdista Movimiento Nacional Libanés, expulsándolos de Zahlé. El 14 de enero del mismo año, dichos grupos intentaron atacar a la ciudad en retaliación a lo sucedido en el campo de refugiados en Dbayeh, que había caído frente a los derechistas, pero fallaron.
En 1978, el GZ deja de ser una estructura independiente al ser absorbida pacíficamente por la estructura de las Fuerzas Libanesas, el intento de Bashir Gemayel de unir a todas las milicias cristianas en una, con una organización que acabaría sucediendo a la milicia Falangista más tarde.
A pesar de dejar de existir como tal, jugaron un importante rol defendiendo a su ciudad el 20 de diciembre de 1980 del ataque de una sección disidente de la aliada Milicia de los Tigres del Partido Nacional Liberal, el Grupo Hannache, que intentó tomarse las oficinas del PNL, y otra vez en 1981 en la Batalla de Zahlé, asediada por Siria.